# Parlamentswahl in der Elfenbeinküste 1995
Die Parlamentswahl in der Elfenbeinküste 1995 fand am 26. November statt. Zehn Parteien und eine Reihe von Unabhängigen traten bei der Wahl an.
Das Ergebnis war ein Sieg für die regierende Démocratique de Côte d’Ivoire Partei – African Democratic Rally (PDCI-RDA), die 148 der 175 Sitze errang.

## Ergebnis
Die Rassemblement des Républicains trat zum ersten Mal bei der Wahl an und die Front Populaire Ivoirien konnte 3 weitere Mandate gewinnen.
| Parteien                            | Stimmen | Anteil | Sitze |
| ----------------------------------- | ------- | ------ | ----- |
| Parti Démocratique de Côte d’Ivoire |         | —      | 148   |
| Rassemblement des Républicains      |         | —      | 14    |
| Front Populaire Ivoirien            |         | —      | 12    |
| unabhängige Kandidaten              |         | —      | 1     |

Die Ergebnisse in sieben Wahlbezirken wurden nach der Wahl annulliert, und am 27. Dezember fanden Wiederholungen statt.